# Arteria glutaea superior

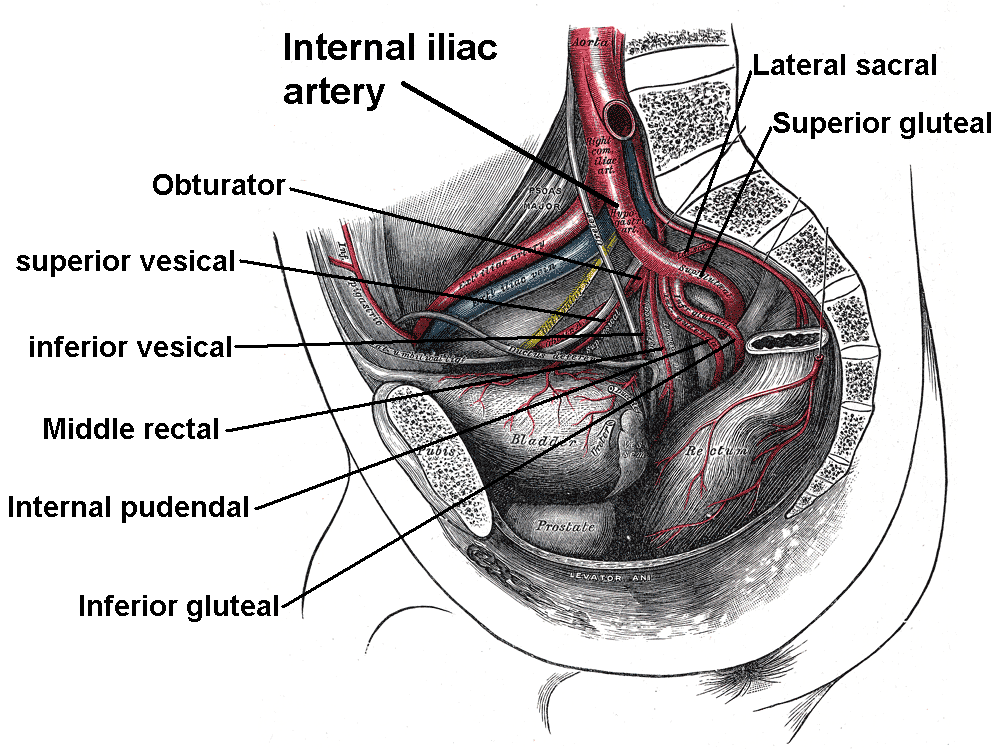
Äste der Arteria iliaca interna

Die Arteria glutaea superior („obere Gesäßarterie“) – in der Tieranatomie als Arteria glutea cranialis bezeichnet – ist eine Schlagader der unteren Extremität im Bereich der Regio glutaea. Sie entspringt der Arteria iliaca interna und ist im Regelfall deren stärkster Ast.
Die Arteria glutaea superior zieht durch das Foramen ischiadicum majus zur Gesäßmuskulatur. Sie teilt sich in zwei Äste. Der oberflächliche Ast (Ramus superficialis) versorgt den Musculus gluteus maximus und bildet Anastomosen mit der Arteria glutaea inferior. Der tiefe Ast (Ramus profundus) versorgt den Musculus gluteus medius und Musculus gluteus minimus und anastomosiert mit der Arteria circumflexa femoris lateralis.